# Antodynerus o'neili
Antodynerus o'neili är en stekelart som först beskrevs av Cameron 1905.  Antodynerus o'neili ingår i släktet Antodynerus och familjen Eumenidae. Inga underarter finns listade i Catalogue of Life.